# مومینا تسارکوا
مومینا تسارکوا (به بلغاری: Momina Tsarkva) یک منطقهٔ مسکونی در بلغارستان است که در استان بورگاس واقع شده‌است.